# XIX Entertainment
XIX Entertainment, è una società di contenuti di intrattenimento e diritti di proprietà intellettuale con sede in America del Nord ed Europa. L'azienda che è stata valutata 100 milioni di dollari è stata creata da Simon Fuller nel 2010 per sviluppare commercialmente persone di livello mondiale e proprietà di intrattenimento legate allo sport, alla musica o alla moda. L'azienda fornisce servizi artistici tra cui gestione, produzione musicale e televisiva, posizionamento sui social media, pubbliche relazioni, marketing dell'intrattenimento, contabilità e servizi legali e ha un team di 50 persone con uffici a Londra, New York, Los Angeles e Nashville.
La compagnia gestisce il gruppo pop globale Now United, Geri Halliwell, Annie Lennox, Victoria Beckham, David Beckham, Andy Murray, Steven Tyler, Carrie Underwood, David Cook, Spice Girls, Aloe Blacc, Lisa Marie Presley, Roland Mouret, Bradley Wiggins, ed è in associazione con Jennifer Lopez e Marc Anthony per la produzione del 2012 Q'Viva! The Chosen. Lewis Hamilton è stato gestito dalla società dall'inizio del 2011 fino a novembre 2014.
Nel 2011 Simon Fuller ha annunciato che XIX Entertainment avrebbe preso una quota del 50% in una nuova impresa con il fondatore di Island Records Chris Blackwell, chiamata Blackwell Fuller Inc.